# Zorzor
Zorzor est par le nombre d'habitants la deuxième ville du comté de Lofa, au Libéria. Elle est éloignée de Monrovia, la capitale du Libéria.

## Agriculture
Zorzor est un centre commercial local de produits agricoles tels que le riz, le manioc, les ananas, l'huile de palme et les palmistes.

## Population
La population de Zorzor au dernier recensement était de 4 752 habitants. Les principaux groupes ethniques de Zorzor comprennent les peuples Kpelle et Loma.

## Santé
La ville contient un hôpital de l'église luthérienne américaine, une léproserie et un atelier d'artisanat. Le premier hôpital de la ville était l'établissement luthérien susmentionné, construit en 1924; Les résidents locaux se méfiaient au départ des pratiques médicales occidentales, mais ils ont finalement été convaincus par les trente et un ans de travail d'Esther Bacon, une infirmière américaine qui a travaillé à l'hôpital de 1941 jusqu'à sa mort en 1972. L'hôpital luthérien mentionné ci-dessus répondait aux besoins de santé de la communauté rurale et locale. M. Augustine Aiyadurai de l'Institut de santé Schieffelin - Centre de recherche et de lutte contre la lèpre, en Inde, travaillait comme administrateur lorsqu'il a contracté une maladie mortelle et est décédé le 3 août 2014.

## Éducation
L'institut de formation des enseignants ruraux Zozor est situé dans la ville voisine de Fisebu.

## Transport
Sans transport motorisé, Zorzor se trouve à environ sept jours de marche de Monrovia.

## Personnalité
- Jewel Taylor, née a Zorzor en 1963 ;

## Voir également
- Liste des noms de lieux redoublés (en)